# Śliwniki (Groot-Polen)
Śliwniki is een dorp in de Poolse woiwodschap Groot-Polen. De plaats maakt deel uit van de gemeente Nowe Skalmierzyce.